# Generalsmemoiren (Wehrmacht)
Als Generalsmemoiren werden zahlreiche nach dem Zweiten Weltkrieg erschienene Publikationen bezeichnet. Meist in hohen Auflagen herausgegeben, oft auch mit Übersetzungen, wirkten sie über die angelsächsische Rezeption auf die deutsche Militärforschung zur Wehrmacht zurück. Verfasst wurden sie von ranghohen Offizieren, die in der Wehrmacht führende Positionen innehatten und mit der Tradition des preußisch-deutschen Offizierkorps brechend ihre Memoiren und Kriegserinnerungen veröffentlichen wollten.
In von Holocaust und Massenmorden gereinigten Erinnerungen präsentierten sich die Generäle als operative Köpfe und geniale Strategen, die durch Adolf Hitler eingeengt, gebremst, behindert und verraten worden seien. Ihren Teil der Schuld an Krieg und Kriegsverbrechen schoben sie anderen zu und verharmlosten die Rolle des Oberkommandos der Wehrmacht und des Oberkommandos des Heeres. In den Memoiren fanden Soldaten und Angehörige Erklärungen und Trost für ihr Schicksal sowie die Gewissheit, die Wehrmachtssoldaten hätten ihre Pflicht erfüllt und ehrenvoll gekämpft, sodass die Familien stolz auf sie sein könnten. Vor allem Guderian, Kesselring und Manstein übertrugen geschickt die gängigen Helden- und Opfernarrative auf sich selbst. Die verwendete Selbstbezeichnung war nicht etwa «Hitlers Generäle» sondern schlicht Soldat.

## Autoren und Werke
Der Historiker Wolfram Wette führt die folgenden Autoren an:
- Franz Halder: Hitler als Feldherr, 1949
- Karl Dönitz: Zehn Jahre und zwanzig Tage, 1958
- Heinz Guderian: Erinnerungen eines Soldaten, 1951
- Albert Kesselring: Soldat bis zum letzten Tag, 1953
- Erich von Manstein: Verlorene Siege, 1955
- Erwin Rommel: Krieg ohne Haß, 1950 (postum)
- Adolf Heusinger: Befehl im Widerstreit. Schicksalsstunden der deutschen Armee 1923–1945, 1958
- Siegfried Westphal: Heer in Fesseln. Aus den Papieren des Stabschefs von Rommel, Kesselring und Rundstedt, 1964
- Walter Warlimont: Im Hauptquartier der deutschen Wehrmacht, 1939–1945, 1964
- Heinrich Greiner: Kampf um Rom, Inferno am Po, 1968